# Une indigestion
Une indigestion, známý také pod názvem Chirurgie fin de siècle, je francouzský němý film z roku 1902. Režisérem je Georges Méliès (1861–1938). Film trvá zhruba čtyři minuty. Kopie filmu je uložena v George Eastman Museum.
Ve Spojeném království film vyšel pod názvem Sure Cure for Indigestion a ve Spojených státech pod názvy Up-to-Date Surgery a Dr. Lorenz Outdone (po slavném rakouském ortopedickém chirurgovi Adolfu Lorenzovi).

## Děj
Film zachycuje chirurgický zákrok doktora na pacientovi se zažívacími potížemi. I když jsou nemocnému během bolestivé operace mj. načas useknuty končetiny a hlava, vyléčený muž odchází z ordinace po zaplacení poplatku lékaři s velkou radostí.